# Maximí (ambaixador)
Maximí (en llatí: Maximinus) va ser un ambaixador romà.
És esmentat l'any 422 com a lloctinent d'Ardabur a la guerra amb Pèrsia. Teodosi II el va enviar com ambaixador a Àtila l'any 448. Els ambaixadors dels huns, Flavi Orestes i Edicó van anar amb ell a Pannònia. Edicó havia estat subornat pel ministre Crisafi, un eunuc a les ordres de Teodosi II, per assassinar Àtila, però en arribar, Edicó va informar el rei dels huns del pla. Maximí no en sabia res, i Àtila així ho va entendre. Aquesta entrevista la va narrar l'historiador Prisc, que explica detalls molt precisos sobre la vida d'Àtila.
Després de l'ambaixada va tornar a Constantinoble i més tard va ser un dels principals ministres de l'emperador Marcià que el va nomenar comandant suprem a la diòcesi d'Egipte un temps després; a Egipte va fer alguna campanya victoriosa contra els anomenats etíops, segurament els blèmies.